# Ниценко, Владимир Сергеевич
Владимир Сергеевич Нице́нко (1899—1952) — советский инженер-металлург.

## Биография
Родился 16 (28 апреля) 1899 года в селе Лютенские Будища (ныне Зеньковский район, Полтавская область, Украина).
В 1918—1919 годах преподаватель в Зеньковской школе садоводства, затем служил в РККА и работал секретарём Златоустовского уездного военкомата.
Окончил Днепропетровский горный институт (1929).
- 1928—1929 — инженер-исследователь на металлургическом заводе имени Г. И. Петровского;
- 1929—1941 — начальник смены, гл. инженер завода имени Ильича (Мариуполь)
- 1941—1943 — главный металлург, зам. начальника и начальник бронекорпусного отдела, гл. инженер завода № 183 (будущий Уралвагонзавод, Нижний Тагил, Свердловская область);
- с 1943 года — гл. инженер, с 1947 года директор завода № 200 (Челябинский завод транспортного машиностроения), развернутого на базе станкостроительного завода имени С. Орджоникидзе и эвакуированных предприятий.

В период работы Ниценко на заводе № 183 введены в эксплуатацию две мартеновские и 4 электрические печи, обеспечившие увеличение выплавки стали за годы войны на 45 % по сравнению с 1940 годом.
Участвовал в разработке и внедрении технологии производства броневых корпусов и литых башен танков для Кировского завода; в создании цехов цветного литья и термической обработки брони и деталей из легированных марок стали; во внедрении механизированой завалки шихты.
Умер в 1952 году от инфаркта. Похоронен на Ваганьковском кладбище (19 уч.).

## Награды и премии
- Сталинская премия III степени (10 апреля 1942) — за разработку технологии производства литых танковых башен
- орден Ленина (1944)[2]
- орден Трудового Красного Знамени (1942)[2]
- орден Красной Звезды (1943)[2]
- орден Отечественной войны I степени (1945)[2]
- Государственная премия СССР (1942)[2]
- медали